# Душан Пешић (генерал)
Душан Пешић (1873 – 1957) је био српски официр.

## Биографија
Био је питомац наредник 22. класе у Краљевини Србији, а касније дивизијски генерал. Активна служба у војсци Краљевине Југославије му је престала 1929. године.